# Beilschmiedia murutensis
Beilschmiedia murutensis är en lagerväxtart som beskrevs av André Joseph Guillaume Henri Kostermans. Beilschmiedia murutensis ingår i släktet Beilschmiedia och familjen lagerväxter. Inga underarter finns listade i Catalogue of Life.